# Leonard Ceglarski
Leonard Stanley "Lenny" (eller "Len") Ceglarski, född 27 juni 1926 i East Walpole i Massachusetts, död 16 december 2017, var en amerikansk ishockeyspelare.
Ceglarski blev olympisk silvermedaljör i ishockey vid vinterspelen 1952 i Oslo.